# Dafni-Imitos
Dafni-Imitos (gr. Δήμος Δάφνης-Υμηττού, Dimos Dafnis-Imitu) – gmina w Grecji, w administracji zdecentralizowanej Attyka, w regionie Attyka, w jednostce regionalnej Ateny-Sektor Centralny. Siedzibą gminy jest Dafni. W jej skład wchodzi ponadto miasto Imitos. W 2011 roku liczyła 33 628 mieszkańców. Powstała 1 stycznia 2011 roku w wyniku połączenia dotychczasowych gmin Dafni i Imitos.